# Округ Скот (Кентаки)
Округ Скот (енгл. Scott County) је округ у америчкој савезној држави Кентаки.

## Демографија
По попису из 2010. године број становника је 47.173, што је 14.112 (42,7%) становника више него 2000. године.
| Група             | 2000.          | 2010.          |
| Белци             | 30.167 (91,2%) | 41.441 (87,8%) |
| Афроамериканци    | 1.769 (5,4%)   | 2.468 (5,2%)   |
| Азијати           | 164 (0,5%)     | 416 (0,9%)     |
| Хиспаноамериканци | 531 (1,6%)     | 1.994 (4,2%)   |
| Укупно            | 33.061         | 47.173         |